# Alternative-Streitbeilegung-Gesetz (Österreich)
Das Alternative-Streitbeilegung-Gesetz (AStG) ist ein österreichisches Bundesgesetz, welches am 13. August 2015 publiziert wurde. Das AStG regelt das Verfahren zur alternativen Beilegung von Streitigkeiten über Verpflichtungen aus einem entgeltlichen Vertrag zwischen einem in Österreich niedergelassenen Unternehmer und einem in Österreich oder in einem sonstigen Vertragsstaat des Abkommens über den Europäischen Wirtschaftsraum wohnhaften Verbraucher geregelt (§ 1 Abs. 1 AStG).
Der österreichische Nationalrat hat am 8. Juli 2015 dieses Bundesgesetz beschlossen.

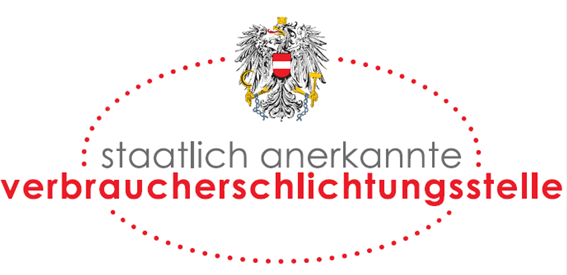
Zeichen der AS-Stellen in Österreich

## Europäisches Recht
Das AStG wurde auf Grundlage der Verpflichtungen der Europäischen Union an die Unionsmitgliedstaaten erlassen, insbesondere
- die Richtlinie 2013/11/EU über die alternative Beilegung verbraucherrechtlicher Streitigkeiten und zur Änderung der Verordnung (EG) Nr. 2006/2004 und der Richtlinie 2009/22/EG (§ 34 AStG)[2],
- Verordnung (EU) Nr. 524/2013 über die Online-Beilegung verbraucherrechtlicher Streitigkeiten und zur Änderung der Verordnung (EG) Nr. 2006/2004 und der Richtlinie 2009/22/EG (§ 1 Abs. 3 AStG)[3].

## Aufbau des Gesetzes
- Artikel 1: Alternative-Streitbeilegung-Gesetz – AStG
  - 1. Abschnitt: Allgemeines
    - §§ 1 bis 3

  - 2. Abschnitt: Stellen zur alternativen Streitbeilegung
    - §§ 4 bis 11

  - 3. Abschnitt: Verfahren vor AS-Stellen
    - §§ 12 bis 18

  - 4. Abschnitt: Informationspflichten
    - § 19

  - 5. Abschnitt: Unterstützung, Informationen und Kooperation von AS-Stellen
    - §§ 20 bis 23

  - 6. Abschnitt: Behörden und Berichtspflichten
    - §§ 24 bis 28

  - 7. Abschnitt: Strafbestimmungen
    - §§ 29 bis 34
- Artikel 2: Änderung des Konsumentenschutzgesetzes
- Artikel 3: Änderung des Gebührengesetzes 1957
- Artikel 4: Änderung des Verbraucherbehörden-Kooperationsgesetzes

Die §§ 5 bis 19, 21 bis 23 und 25 bis 30 sind gemäß § 31 AStG erst mit 9. Januar 2016 anzuwenden.

## Anwendungs- und Geltungsbereich
Das AStG ist anzuwenden auf (§ 1 Abs. 1 AStG):
- Streitigkeiten über Verpflichtungen aus einem entgeltlichen Vertrag,
- zwischen einem in Österreich niedergelassenen Unternehmer und
  - einem in Österreich oder
  - in einem sonstigen Vertragsstaat des Abkommens über den Europäischen Wirtschaftsraum,
- wohnhaften Verbraucher. Das AStG gilt daher nicht für Streitigkeiten über Verpflichtungen aus einem entgeltlichen Vertrag mit Unternehmern oder Verbrauchern aus Drittstaaten (z. B. der Schweiz).

Ausdrücklich ausgenommen vom Geltungsbereich sind Streitigkeiten aus Rechtsgeschäften (§ 1 Abs. 2 AStG):
1. über Gesundheitsdienstleistungen, die von Angehörigen der Gesundheitsberufe gegenüber Patienten erbracht werden, um deren Gesundheitszustand zu beurteilen, zu erhalten oder wiederherzustellen, einschließlich der Verschreibung, Abgabe und Bereitstellung von Arzneimitteln und Medizinprodukten,
2. mit öffentlichen Anbietern von Weiter- oder Hochschulbildung,
3. nichtwirtschaftliche Dienstleistungen von allgemeinem Interesse und
4. Kaufverträge über unbewegliche Sachen.

## Vorrang
Gemäß § 2 AStG geht das AStG im Fall der Kollision einer jeden anderen Gesetzesbestimmung vor, die der Umsetzung eines sektorspezifischen Unionsrechtsaktes über von einem Verbraucher gegen einen Unternehmer eingeleitete außergerichtliche Rechtsbehelfsverfahren dient.

## Vollziehung des Gesetzes
Die Vollziehung des AStG ist nach § 32 AStG mehrschichtig geregelt:
1. hinsichtlich des § 18 AStG der Bundesminister für Justiz,
2. hinsichtlich der §§ 25 Abs. 2 und 27 Abs. 2 AStG der Bundesminister für Verkehr, Innovation und Technologie,
3. hinsichtlich der §§ 21, 25 Abs. 3 und 4, 26. Abs. 2 und 28 AStG, soweit es sich um Angelegenheiten des § 24 Abs. 1 Z 1 AStG handelt, der Bundesminister für Verkehr, Innovation und Technologie, und, soweit es sich um Angelegenheiten des § 24 Abs. 1 Z 2 AStG handelt, der Bundesminister für Arbeit, Soziales und Konsumentenschutz und
4. hinsichtlich der übrigen Bestimmungen der Bundesminister für Arbeit, Soziales und Konsumentenschutz.

## Rezeption
Das österreichische AStG bildete die Rezeptionsgrundlage für das liechtensteinische Alternative-Streitbeilegung-Gesetz (AStG) und die Regelungen zu den Alternative Streitbeilegungsstellen in Liechtenstein. Die Rezeption erfolgt in weiten Teilen wortwörtlich.